# アルマン・ドゥペルデュサン

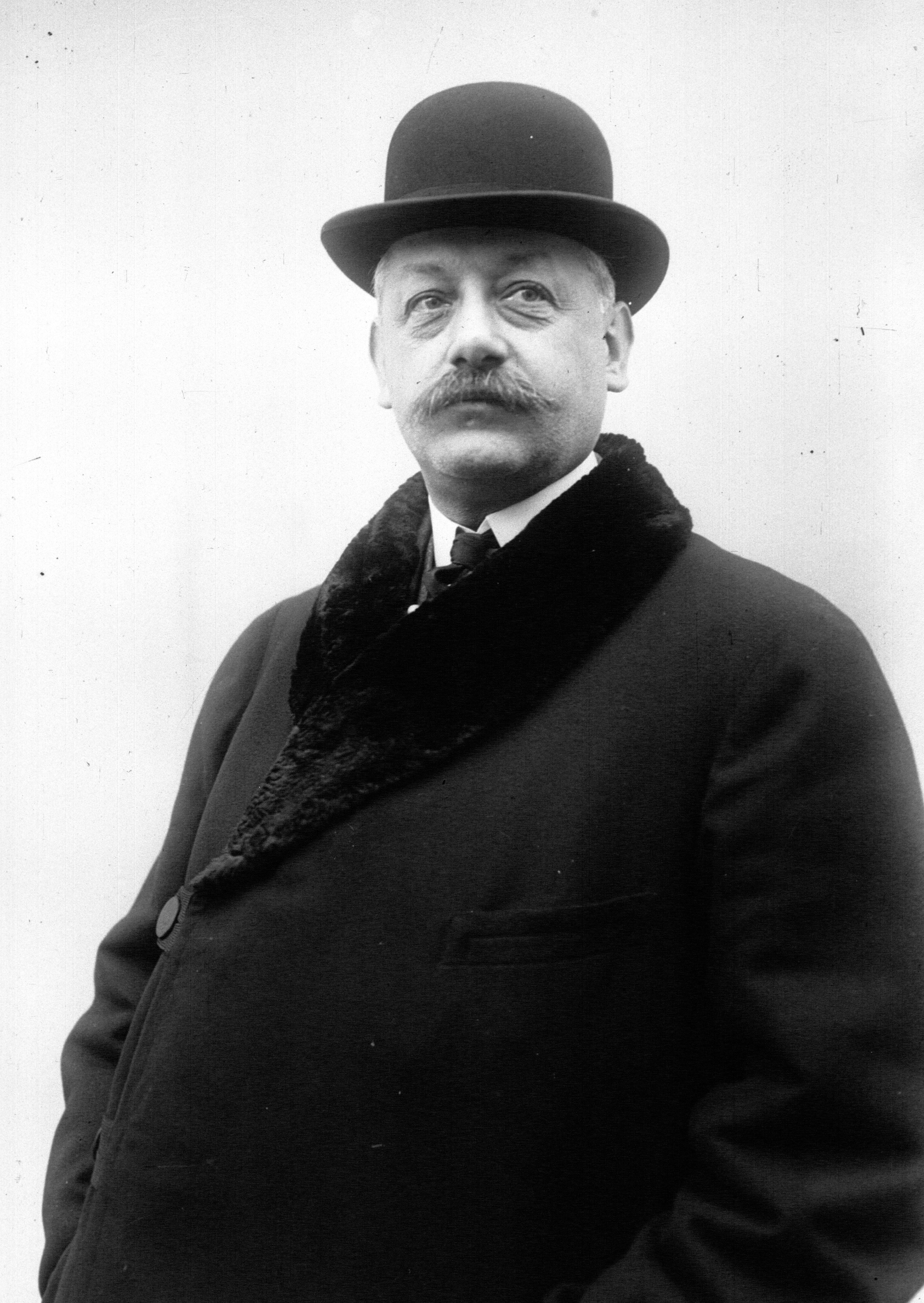
Armand Deperdussin (1913)

アルマン＝ジャン＝オギュスト・ドゥペルデュサン（Armand-Jean-Auguste Deperdussin、1870年 - 1924年)は、ベルギー生まれのフランスの航空のパイオニアの1人である。
元キャバレー歌手で絹の輸入で富を築いたアルマン・ドゥペルデュサンは、1910年ルイ・ブレリオのドーバー海峡横断飛行などが行われた年に飛行機会社（Société pour les Appareils Deperdussin、SPAD）を設立した。技術的な教育は受けていなかったがルイ・ベシュローの才能を見抜いて雇い、ベシュロー設計の大戦前のレース用飛行機ドゥペルデュサン・レーサーで成功した。このドゥペルデュサン・レーサーは、モノコック構造で140馬力のノーム・エ・ローヌ製エンジンを搭載した木製単葉機機である。
1912年のゴードン・ベネット・カップ・レースに始まり、1913年のシュナイダー・トロフィー・レースなどで優勝し、速度記録も樹立した。
1913年に彼の会社は破産し、ルイ・ブレリオによって経営されることになった。1917年、ドゥペルデュサンは横領の罪で逮捕され投獄された。